# Sibangea pleioneura
Sibangea pleioneura là một loài thực vật thuộc họ Putranjivaceae. Đây là loài đặc hữu của Tanzania.